# Rally de Ourense de 2020
El Rally de Ourense de 2020 fue la 53.ª edición y la primera ronda de la temporada 2020 del Campeonato de España de Rally. Estaba previsto inicialmente para el 6 y 7 de junio pero la pandemia de coronavirus en España alteró las pruebas deportivas afectando al rally de Ourense, que se disputó finalmente del 24 al 25 de julio abriendo además el calendario debido a la cancelación del Sierra Morena y el Villa de Adeje. Contó con un itinerario de ocho tramos sobre asfalto que sumaban un total de 123,6 km cronometrados. También fue puntuable para la Copa Suzuki Swift y la Suzuki Júnior.
Un total de 89 equipos se inscribieron en la prueba, entre los que se encontraban Pepe López del equipo Citroën y ganador de la anterior edición del rally; Iván Ares del equipo Hyundai y la pareja formada por Joan Vinyes y Javier Pardo del equipo Suzuki que completaban la lista de equipos oficiales. Entres los privados destacaban entre otros, José Antonio Suárez, Alberto Monarri, Sergio Vallejo o José Luis Peláez.
Suárez a bordo de un Škoda Fabia Rally2 evo marcó un gran ritmo en los primeros compases de la prueba y se impuso en los tres primeros tramos liderando enseguida la carrera. Detrás de él marchaba Pepe López a escasos cinco segundos y Ares tercero un poco más retrasado a casi diecinueve. En el cuarto tramo López lograba su primer scrach y reducir un poco su desventaja sobre Suárez, aunque de nuevo Suárez volvió a ser el más rápido en las dos siguientes y especiales aumentando su ventaja en seis segundos. Sin embargo la prueba cambió de líder cuando en el penúltimo tramo Pepe lograba adelantar a Suárez en la clasificación al imponerse en Amoeiro y ponerse por delante del asturiano con una ventaja de escasos tres segundos. Suárez no solo cedía el primer puesto sino que además se quedaba fuera de la zona del podio al sufrir un pinchazo en el tramo de Carballiño, teniéndose que conformar con la cuarta plaza final. Ares que se mantuvo alejado de la lucha por el triunfo durante toda la prueba, se hacía con el segundo puesto y Monarri obtenía también un podio en el último momento. Pepe López repetía triunfo en Ourense un año más y se situaba líder provisional del campeonato de España.
En la copa Suzuki vencía Félix Diego por tan solo 3,6 segundos de diferencia sobre Miguel García; mientras que en la Suzuki Júnior lo hacía Aaron Zorrilla sobre Luis Canales, segundo clasificado.

## Itinerario
| Día   | Tramo | Nombre           | Distancia | Hora  | Ganador             | Tiempo  | Líder               |
| ----- | ----- | ---------------- | --------- | ----- | ------------------- | ------- | ------------------- |
| Día 1 | TC1   | A Peroxa         | 16,03 km  | 8:35  | José Antonio Suárez | 10:17.6 | José Antonio Suárez |
| Día 1 | TC2   | Toén             | 15,13 km  | 9:33  | José Antonio Suárez | 8:40.9  | José Antonio Suárez |
| Día 1 | TC3   | A Peroxa         | 16,03 km  | 11:53 | José Antonio Suárez | 10:15.8 | José Antonio Suárez |
| Día 1 | TC4   | Toén             | 15,13 km  | 12:51 | Pepe López          | 8:45.7  | José Antonio Suárez |
| Día 1 | TC5   | Amoeiro          | 15,08 km  | 16:04 | José Antonio Suárez | 9:29.1  | José Antonio Suárez |
| Día 1 | TC6   | Carballiño       | 15,54 km  | 16:52 | José Antonio Suárez | 8:37.6  | José Antonio Suárez |
| Día 1 | TC7   | Amoeiro          | 15,08 km  | 19:23 | Pepe López          | 9:27.6  | Pepe López          |
| Día 1 | TC8   | Carballiño (TC+) | 15,54 km  | 20:11 | Pepe López          | 8:32.8  | Pepe López          |

## Clasificación final
| Pos.    | Piloto                    | Copiloto               | Automóvil              | Tiempo    | Diferencia |
| General | General                   | General                | General                | General   | General    |
| ------- | ------------------------- | ---------------------- | ---------------------- | --------- | ---------- |
| 1.      | Pepe López                | Borja Rozada           | Citroën C3 R5          | 1:14:15.7 | 0.0        |
| 2.      | Iván Ares                 | David Vázquez          | Hyundai i20 R5         | 1:15:14.3 | +58.6      |
| 3.      | Alberto Monarri           | Alberto Chamorro       | Citroën C3 R5          | 1:16:16.8 | +2:01.1    |
| 4.      | José Antonio Suárez       | Alberto Iglesias Pin   | Škoda Fabia Rally2 evo | 1:16:45.8 | +2:30.1    |
| 5.      | Iago Caamaño              | Alberto Rodríguez      | Ford Fiesta Rally2     | 1:17:53.1 | +3:37.4    |
| 6.      | Javier Pardo              | Adrián Pérez Fernández | Suzuki Swift R4LLY S   | 1:17:56.6 | +3:40.9    |
| 7.      | Francisco Dorado Vizcaíno | Roi Torrente           | Volkswagen Polo GTI R5 | 1:18:26.5 | +4:10.8    |
| 8.      | Manuel Fernández Estévez  | Álex Cid               | Ford Fiesta R5         | 1:18:27.1 | +4:11.4    |
| 9.      | José Luis Peláez          | Rodolfo Del Barrio     | Škoda Fabia R5         | 1:19:31.8 | +5:16.1    |
| 10.     | Luis Vilariño             | Néstor Casal           | Škoda Fabia R5         | 1:21:09.3 | +6:53.6    |